# Mihail Șutu

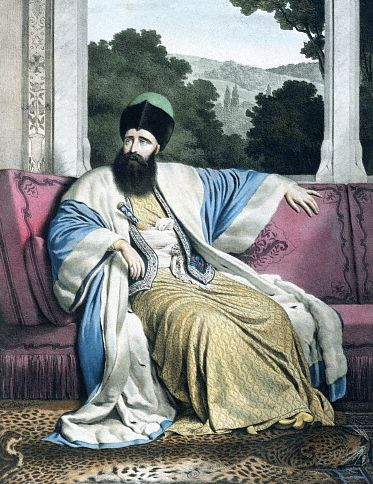
Eine Darstellung des orientalistischen Historienmalers Louis Dupré aus dem Jahre 1819

Mihail Suțu (griechisch: Michael Soutzos/ Μιχαήλ Σούτζος; * 1784 in Istanbul; † 1864 in Athen) war von 1819 bis 1821 Hospodar des Fürstentums Moldau.

## Biographie
Suțu war ein Neffe des gleichnamigen Hospodaren der Moldau und der Walachei. 1819 wurde er mit Billigung der Hohen Pforte Herrscher des Fürstentums Moldau. In dieser Funktion unterhielt er enge Kontakte zur griechischen Unabhängigkeitsbewegung Filiki Eteria. Als 1821 ein Aufstand gegen die osmanische Oberhoheit ausbrach, übergab Mihail Suțu die moldauische Hauptstadt Jassy an Alexander Ypsilantis, welcher die Rebellion anführte. Suțu stellte dem Rebellenführer auch albanischstämmige Soldaten seiner eigenen Leibgarde zur Verfügung. Der Aufstand unter Ypsilantis und Tudor Vladimirescu scheiterte jedoch, worauf Suțu aus dem Fürstentum floh. Zunächst ging er ins Exil nach Kischinau im seit 1812 russisch besetzten Bessarabien. Anschließend versuchte er, über das Kaisertum Österreich die Schweiz zu erreichen, wurde jedoch von der österreichischen Staatsmacht unter Kanzler Metternich verhaftet und in Brünn inhaftiert. Später ließ er sich in Griechenland nieder, wo der Kampf gegen die Osmanen weitergeführt wurde und man bald die staatliche Unabhängigkeit erreichte. Suțu war der letzte der phanariotischen Herrscher der Moldau, nach 1821 wurde das Land wieder vor allem von „einheimischen“ Fürsten regiert.